# Šuštarski hidraulički sustav
Šuštarski hidraulički sustav (perz. سازه‌های آبی شوشتر) je kompleksni povijesni sustav za navodnjavanje smješten u staroj jezgri Šuštara, grada na obali Karuna u pokrajini Huzestan na jugozapadu Irana. Sustav se sastoji od niza brana, kanata, vodovoda, vjetrenjača, te utvrde Salasel kao kontrolne jedinice. Glavnina građevina datira se u sasanidsko razdoblje (3. − 7. st.), a najstariji ostaci potječu iz ahemenidskih vremena (7. − 4. st. pr. Kr.) odnosno razdoblja vladavine Darija Velikog. Osim iranskih, hidraulički sustav sinteza je i drevnih elamskih i mezopotamskih kao i rimskih tehnoloških umijeća. Potonji primjer jest Band-e Kaisar, mostovna brana na čijoj su gradnji sudjelovali poraženi rimski vojnici iz bitke kod Edese. Zahvaljujući sustavu navodnjavano je oko 40.000 ha poljoprivrednih površina, a unatoč djelomičnom propadanju i danas je funkciji. Godine 2009. Šuštarski hidraulički sustav upisan je na popis UNESCO-ove Svjetske baštine kao „remek-djelo stvaralačkog genija”.

## Poveznice
- Šuštar
- Hidrotehnika u Iranu

## Vanjske poveznice
- (engl.) Jona Lendering: Shushtar  Arhivirana inačica izvorne stranice od 23. prosinca 2012. (Wayback Machine)
- (engl.) UNESCO: World heritage site

Ostali projekti
|  | Zajednički poslužitelj ima još gradiva o temi Šuštarski hidraulički sustav |